# Consiglio di Stato per la Pace e lo Sviluppo
Il Consiglio di Stato per la Pace e lo Sviluppo (in birmano နိုင်ငံတော်အေးချမ်းသာယာရေးနှင့်ဖွံ့ဖြိုးရေးကောင်စီ; IPA:[nàɪɰ̃ŋàɰ̃dɔ̀ ʔédʑáɰ̃θàjajé n̥ḭɰ̃ pʰʊ̰ɰ̃bjó jé kaʊ̀ɰ̃sì]; abbreviato SPDC), denominato dal 1988 al 1997 Consiglio di Stato per la Restaurazione della Legge e dell'Ordine (CSRLO), è stato l'organismo che ha governato la Birmania (ufficialmente Unione del Myanmar) dal 1988 al 2011, durante la dittatura militare. Si componeva dei comandanti militari e degli alti ufficiali dell'Esercito Birmano, che de facto erano detentori di poteri molto più ampi dei ministri (benché alcuni dei militari del Consiglio siano stati a loro volta membri del gabinetto politico).
Fino al 2011 il presidente del Consiglio ha svolto le funzioni di capo di Stato della Birmania ed è sempre stato associato al comando delle forze armate. Quello birmano comunque non è stato un regime perfettamente centralizzato, in quanto i vari comandanti (i cosiddetti Capo Ufficio Operazioni Speciali) erano componenti di diritto ed ebbero una vasta autonomia nelle aree o nelle regioni che governarono.

## Storia
Il CSPC fu formato dopo la Rivolta 8888, quando, il 18 settembre 1988, a seguito del fallimento di Ne Win di controllare le proteste, i militari guidati dal generale Saw Maung effettuarono un colpo di Stato e presero il potere, schiacciando l'insurrezione e instaurando una dittatura militare. In un'ordinanza emanata il giorno stesso del colpo, l'esercito annunciò la formazione del Consiglio di Stato per la Restaurazione della Legge e dell'Ordine (CSRLO), che abolì tutti gli organismi di potere precedentemente esistenti (a partire dal consiglio dei ministri fino ai consigli di villaggio, oltreché gli organismi giudiziari) e accentrò nelle proprie mani il potere assoluto.
Appena giunto al potere, il CSRLO depose tutti i membri del precedente governo e proclamò Saw Maung presidente del Consiglio e primo ministro. L'obiettivo del CSRLO era evidentemente (almeno ufficialmente) provvisorio, come si evinceva dal suo stesso nome; il Consiglio si promise di tenere libere elezioni entro il 1990. Quando queste riportarono una schiacciante vittoria dell'opposizione della Lega Nazionale per la Democrazia guidata da Aung San Suu Kyi (Premio Nobel per la pace nel 1991) il CSRLO non ritenne validi i risultati e annullò le elezioni, avviando una nuova campagna di repressione contro gli oppositori.
Il 23 aprile 1992, in una mossa inspiegabile, Saw Maung rassegnò le dimissioni e al suo posto salì al potere il generale Than Shwe.
Nel 1997 il CSRLO cambiò il suo nome in Consiglio di Stato per la Pace e lo Sviluppo (CSPC), su consiglio di un'agenzia di pubbliche relazioni americana incaricata dal governo di migliorare l'immagine del governo. Allora, il CSPC si impose come istituzione permanente anche di nome.
Il regime fu accusato di brutale persecuzione delle minoranze etniche, dei gruppi di opposizione, degli studenti e degli attivisti dei diritti umani. Esso portò un certo livello di stabilità nello Stato solo attraverso l'imposizione di un regime autoritario. Il CSPC è stato ufficialmente dissolto il 30 marzo 2011, con l'insediamento del governo neoeletto, diretto dal suo ex-primo ministro, il presidente della repubblica Thein Sein.

## Capi del CSPC

### Presidenti del Consiglio di Stato per la Restaurazione della Legge e dell'Ordine
- Generale anziano Saw Maung (18 settembre 1988 - 23 aprile 1992)
- Generale anziano Than Shwe (23 aprile 1992 - 15 novembre 1997)

### Presidenti del Consiglio di Stato per la Pace e lo Sviluppo
- Generale anziano Than Shwe (15 novembre 1997 - 30 marzo 2011)

## Membri del Consiglio
In ordine di importanza:
- Presidente: Generalissimo Than Shwe, Comandante in Capo dei Servizi di Difesa;
- Vicepresidente: Generalissimo Maung Aye, Vice-Comandante in Capo dei Servizi di Difesa, Comandante in Capo dell'Esercito;
- Generale Thura Shwe Mann, già Capo di Stato Maggiore Congiunto di esercito, marina e aviazione;
- Generale Thein Sein, che al termine della dittatura militare divenne Presidente della Repubblica;
- Primo segretario del Consiglio: Generale Thiha Thura Tin Aung Myint Oo, già Quartiermastro Generale che al termine della dittatura militare divenne Vicepresidente della Repubblica
- Maggior-generale Ohn Myint, Capo dell'Ufficio Operazioni Speciali – zona 1;
- Tenente-generale Min Aung Hlaing, Capo dell'Ufficio Operazioni Speciali - zona 2;
- Tenente-generale Ko Ko, Capo dell'Ufficio Operazioni Speciali - zona 3;
- Tenente-generale Tha Aye, Capo dell'Ufficio Operazioni Speciali - zona 4;
- Tenente-generale Myint Swe, Capo dell'Ufficio Operazioni Speciali - zona 5;
- Tenente-generale Khin Zaw, Capo dell'Ufficio Operazioni Speciali - zona 6;
- Maggior-generale Hla Htay Win, Capo dell'Ufficio Addestramento dei Servizi di Difesa;
- Tenente-generale U Tin Aye, già Capo dell'Arsenale Militare e attuale Capo del Consiglio Elettorale;
- Tenente-generale Thura Myint Aung, Capo dell'Amministrazione dei Servizi di Difesa.